# Yvonne Blum-Bloch
Yvonne Blum-Bloch (née le 31 août 1888 à Sedan et morte à Sèvres le 26 septembre 1967) est la première femme à obtenir une licence littéraire d'allemand à la faculté des lettres de l'université de Lille en 1906.

## Biographie
Fille de Dina Klein et d'Émile Blum, négociant en draperies. En 1905, elle obtient son baccalauréat. Par la suite, en 1906, elle devient la première femme diplômée d'une licence littéraire d'allemand à la faculté des lettres de Lille, ce qui fait d'elle la pionnière de la Faculté. En 1907, elle acquiert son diplôme d'étude supérieure (DES) en langue et littérature classique. Elle obtient en 1910 une agrégation ès lettres puis poursuit jusqu'en 1914 un doctorat d'État ès lettres.
La France entre en guerre, Yvonne Blum n'est plus inscrite à la faculté et va soutenir son pays en tant qu'infirmière. 

### Vie privée
À 28 ans, Yvonne Blum rencontre Jules Bloch, avec qui elle se marie en 1916. Elle renonce à la poursuite de son doctorat ainsi qu'à exercer une profession. Entre 1917 et 1925, elle met au monde quatre enfants.